# Hannes Lienbacher
Hannes Lienbacher (* 1. Oktober 1978) ist ein österreichischer Ringer.
Hannes Lienbacher ringt im griechisch-römischen Stil in der Klasse bis 60 kg und ist 1,68 Meter groß. Für die KG Vigaun/Abtenau tritt er in der österreichischen Nationalliga, der zweithöchsten Liga im österreichischen Ringen, an. In den Jahren 2003, 2004 und 2007 wurde Hannes Lienbacher österreichischer Meister.

## Ränge bei internationalen Meisterschaften
- 1995, 20. Platz, EM der Junioren, GR, bis 50 kg, Sieger: Wagan Dschutarjan, Russland
- 1999, 12. Platz, EM in Sofia, GR, bis 58 kg, nach einem Sieg über Grigori Buliga, Republik Moldau und einer Niederlage gegen Juri Chrabow, Belarus
- 2003, 11. Platz, WM in Créteil, GR, bis 60 kg, nach Niederlagen gegen Maksat Ubukejew, Kirgisistan und Akaki Chachua, Georgien und einer Niederlage gegen Wadim Bukrei, Belarus
- 2007, 24. Platz, EM in Sofia, GR, bis 60 kg, nach einer Niederlage gegen Christos Gikas, Griechenland
- 2007, 17. Platz, WM in Baku, GR, bis 60 kg, nach einem Sieg über Andrejs Zjatkovs, Lettland und einer Niederlage gegen Ho Song-il, Nordkorea
- 2008, 22. Platz, EM in Tampere, GR, bis 60 kg, nach einer Niederlage gegen Heinz Marnette, Deutschland